# Drasteria flexuosa
Drasteria flexuosa is een vlinder uit de familie van de spinneruilen (Erebidae). De soort is voor het eerst wetenschappelijk beschreven als Ophiusa flexuosa door Édouard Ménétries in een publicatie uit 1848.

## Verspreiding
Deze soort komt voor in het Midden-Oosten en verder oostelijk tot in Mongolië, waaronder Zuidwest-Rusland, Turkije, Syrië, Egypte, Israël, Jordanië, Saudi-Arabië, Irak, Iran, Kazachstan, Oezbekistan, Afghanistan, China en Mongolië.

## Ondersoorten
- Drasteria flexuosa flexuosa
  - = Ophiusa singularis Kollar, 1849
  - = Leucanitis flexuosa var. caspica Staudinger & Rebel, 1901
- Drasteria flexuosa mongolica (Staudinger, 1896)Mongolia
  - = Leucanitis flexuosa var. mongolica Staudinger, 1896
  - = Drasteria pulverosa Wiltshire, 1969
  - = Drasteria pulverosa intermedia Ronkay, 1983